# Міль яблунева
Міль яблунева(Hyponomeuta malinellus Zell.) — метелик з родини горностаєвих молей (іпономеутид). Шкідник сільського господарства — пошкоджує яблуню. Поширена в Європі, США, на Далекому Сході Росії та в Японії. В умовах України завдає великих збитків яблуневим садам в усіх зонах. Життєвий цикл комахи вивчав та розробляв засоби захисту від неї врожаю український ентомолог С. О. Мокржецький.

## Опис
Дрібний сніжно-білого кольору метелик з чорними крапками на передніх крилах, задні крила сріблясто-сірі. Розмах крил 18 міліметрів. Забарвлення гусениць змінюється від темно-сірого до жовто-білого. На спинці розташовано два ряди чорних крапок. Довжина дорослої гусениці від 17-18 до 25 міліметрів. Яйця овальні, плоскі, сірого кольору.

## Екологія
Гусінь шкідника вражає лише яблуні. Зимують гусениці першого віку під яйцевими щитками. Рано навесні вони вгризаються в бруньки, а коли розвивається листя, вгризаються всім виводком в листок і днів 10-15 живуть всередині листка, живлячись його м'якоттю. Пошкоджена верхня половина листка звичайно засихає. Перед цвітінням або під час цвітіння яблуні гусениці вилазять з листової пластинки через один отвір, роблять павутинний намет, обплітаючи спершу один, а потім кілька листків. Живуть колоніями і живляться листям. У міру поїдання листя вони переходять на сусідні гілки, утворюючи там нове гніздо. У кожному виводку налічується 20-70 гусениць. При масовому розмноженні яблуневої молі зустрічаються дерева, суцільно обплутані павутиною, із зовсім об'їденим листям. Протягом 35-40 днів гусениці виростають і заляльковуються в своїх павутинних гніздах. Кожна гусениця плете окремий павутинний щільний білий кокон веретеноподібної форми, розміром трохи більший від вівсяного зерна. Кокони розташовуються щільно один біля одного, утворюючи суцільний жмут. Всередині кокона гусениця перетворюється на лялечку жовтого кольору. У червні з лялечок виходять метелики і відкладають яйця на гілки у вигляді щитків. Одна самка відкладає 20-100 яєць. Гусениці, що вийшли з яєць, не виходять з-під щитка, деякий час живляться, згризаючи, верхню частину кори під щитком, потім впадають у стан діапаузи до весни наступного року. Мають однорічну генерацію.

## Боротьба
Механічне обрізання залялькованих колоній з окремих гілок при одиночних враженнях, хімічна обробка при масових враженнях, використання феромонових пасток. Природні вороги-паразити — личинки жука Ageniaspis fuscicollis), належить до їздців, які відкладають в гусінь свої яйця. Заражена гусінь має дещо змінену форму, проте продовжує поїдати листя. Після заляльковування гусіні вона гине, ввиду розвитку личинок жука. Майже не поїдається птахами. Малоефективним є обтрушування дерев.